# Инсуа, Эмануэль
Эмануэль Мариано Инсуа Сапата (исп. Emanuel Mariano Insúa Zapata , родился 10 апреля 1991 года в Буэнос-Айресе) — аргентинский футболист, защитник испанского клуба «Расинг» (Ферроль).
Старший брат Эмилиано так же футболист.

## Биография
Родился в Буэнос-Айресе, является выпускником молодёжной команды «Бока Хуниорс». Сыграл свой дебютный матч 25 апреля 2012 года, выйдя на замену в конце выездной ничьи (1:1) против «Олимпо» на Кубке Аргентины. 20 мая Инсуа сыграл свой дебютный матч в Аргентинской Примере, победив на выезде «Расинг» Авельянеда.
В июле 2012 года он был отдан в аренду команде «Годой-Крус», появившись на поле в 33 матчах. 19 августа забил свой первый профессиональный гол за новый клуб, обыграв со счётом 2: 0 «Атлетико Рафаэла», стал одним из авторов голов.
Инсуа вернулся в «Боку» в июне 2013 года и стал появился в основном составе. Проведя в общей сложности 37 матчей и 2 забив гола в чемпионате, а также сыграл 3 матча в Копа Судамерикана.
В январе 2015 года присоединился к команде «Гранада», сумма трансфера составила 2,5 миллиона евро. Дебютировал за новый клуб 25 января, отыграв 90 минут против «Депортиво», матч завершился вничью (2:2).
С 2017 по 2020 год играл в Греции — сначала за «Панатинаикос», а затем за другой столичный клуб — АЕК. В 2021 году на правах аренды выступал за «Альдосиви». В январе 2022 года перешёл в «Велес Сарсфилд». В 2023 году перешёл в «Банфилд».
3 февраля 2025 года стал игроком испанского клуба «Расинг» из Эль-Ферроля. 14 февраля дебютировал во втором дивизионе Испании в гостевом матче против «Мирандеса», выйдя на замену на 46-й минуте.